# Best Supportive Care
Der englische Begriff Best Supportive Care (BSC) steht in der Onkologie für bestmögliche unterstützende (= supportive) Behandlungsmaßnahmen bei Krebspatienten. Im Zusammenhang mit klinischen Studien wird dieser Begriff sehr häufig benutzt. Ein gleichwertiger deutschsprachiger Ausdruck, der den englischsprachigen Begriff wiedergibt wie beispielsweise beste Begleitbehandlung, bestmögliche unterstützende Fürsorge oder optimale symptomatische Therapie oder bestmögliche supportive Therapie hat sich bisher nicht etablieren können.

## Definition
Die European Organisation for Research and Treatment of Cancer (EORTC) definiert Best Supportive Care wie folgt:
«Supportive Behandlungsmaßnahmen für Krebspatienten umfassen das multi-professionelle Bemühen um die individuellen allumfassenden physischen, psychosozialen, spirituellen und kulturellen Bedürfnisse und sollten zu jedem Zeitpunkt der Krankheit für Patienten allen Alters und unabhängig von der gegenwärtigen Behandlungsintention der gegen die Krankheit gerichteten Maßnahmen verfügbar sein.»
Die Auslegung dieser Definition lässt jedoch einen erheblichen Gestaltungsspielraum zu, so dass diese Definition von vielen Autoren als unzureichend betrachtet wird.
Generelle Aspekte von Best Supportive Care sind:
- Verbessern der Voraussetzungen für die Durchführbarkeit onkologischer Therapien
- Vermindern des Auftretens unerwünschten Nebenwirkungen von potenziell toxischen Therapien
- Erhalt oder Steigern der Lebensqualität des Patienten
- Lindern krankheitsbedingter Symptome
- Verbessern der Prognose der Behandlungsergebnisse

## Beschreibung
Bei klinischen Studien zur Erprobung neuer Arzneimittel werden die Teilnehmer in den meisten Fällen in zwei Gruppen eingeteilt: Eine Gruppe erhält den neuen zu testenden Wirkstoff, die andere Gruppe nicht. Statt des Wirkstoffes kann die zweite Gruppe beispielsweise ein Placebo erhalten. In vielen onkologischen Studien erhalten beide Patientengruppen – man spricht in diesem Zusammenhang auch von ‚Armen‘ – zusätzlich den Best Supportive Care, das heißt die bestmögliche unterstützende Fürsorge. Letzteres ist vor allem dann der Fall, wenn die für die Studie ausgewählten Patienten therapieresistent („austherapiert“) sind. Die Behandlung hat dann – meist auch in dem Arm, der den Wirkstoff erhält – keinen kurativen Anspruch mehr, sondern einen palliativen.
Bei klinischen Studien mit schwerwiegenden Erkrankungen, wie beispielsweise Krebserkrankungen oder AIDS, ist es aus ethischen Gründen grundsätzlich geboten beiden Patientengruppen die beste bekannte zugelassene Therapie (den „Goldstandard“) zukommen zu lassen. Bei austherapierten Patienten ist der Best Supportive Care zu gewährleisten.
Beispielsweise werden beim Bronchialkarzinom unter Best Supportive Care all jene Maßnahmen verstanden: «die jeder Arzt, der einen Patienten betreut, in den Grundzügen beherrscht und Patienten unabhängig vom Stadium der Erkrankung und unabhängig von anderen Therapien zur Verfügung stellt». Im weitesten Sinn ist Best Supportive Care alles, was einem Menschen in der Bewältigung seiner Krankheit hilft.
Zu Beginn einer Studie wird der Best Supportive Care in aller Regel definiert. Beispielsweise als: Als Maßnahmen zur bestmöglichen Linderung von Symptomen und Verbesserung der Lebensqualität. Dies soll die Vergleichbarkeit der Ergebnisse in beiden Gruppen sicherstellen. Da andererseits in jeder Studie Best Supportive Care anders definiert sein kann, können sich Probleme beim Vergleich unterschiedlicher Studien ergeben. Best Supportive Care ist weder ausreichend genau definiert, noch standardisiert. Auch innerhalb einer Studie kann die Vergleichbarkeit zwischen Wirkstoff- und Kontrollgruppe angezweifelt werden, wenn die Studie nicht verblindet ist und die Wirkstoffgruppe, beispielsweise durch die Applizierung des neuen Wirkstoffes, häufiger mit ärztlichem Personal in Kontakt kommt, als die Kontrollgruppe.

## Weiterführende Literatur
- D. Casarett u. a.: How should we design supportive cancer care? The patient's perspective. In: J Clin Oncol 26, 2008, S. 1296–1301. PMID 18323553
- K. Schoppmeyer und J. Mössner: Best supportive care of pancreatic carcinoma. In: Internist (Berl) 45, 2004, S. 769–776. PMID 15160243 (Review)
- H. C. Spangenberg u. a.: Best supportive care of hepatocellular carcinoma. In: Internist (Berl) 45, 2004, S. 777–785. PMID 15160245 (Review)
- C. Röder: Untersuchungen zur Lebensqualität von Patienten mit Bronchialkarzinom während einer Chemotherapie. Dissertation, Martin-Luther-Universität Halle-Wittenberg, 2004
- Y. Agra u. a.: Chemotherapy versus best supportive care for extensive small cell lung cancer. In: Cochrane Database Syst Rev 4, 2003, CD001990. PMID 14583943 (Review)
- O. Shajeem u. a.: Chemotherapy versus best supportive care in the management of lung cancer. In: J Assoc Physicians India 51, 2003, S. 261–264. PMID 12839347
- C. G. Koedoot, R. J. de Haan, A. M. Stiggelbout, P. F. Stalmeier, A. de Graeff, P. J. Bakker, J. C. de Haes: Palliative chemotherapy or best supportive care? A prospective study explaining patients' treatment preference and choice. In: British Journal of Cancer. Band 89, Nummer 12, Dezember 2003, S. 2219–2226, doi:10.1038/sj.bjc.6601445, PMID 14676798, PMC 2395270 (freier Volltext).
- L. Medley und M. Cullen: Best supportive care versus palliative chemotherapy in nonsmall-cell lung cancer. In: Curr Opin Oncol 14, 2002, S. 384–388. PMID 12130920 (Review)
- A. Anelli u. a.: Chemotherapy versus best supportive care in stage IV non-small cell lung cancer, non metastatic to the brain. In: Rev Hosp Clin Fac Med Sao Paulo 56, 2001, S. 53–58. PMID 11460205